# Bretnig-Hauswalde
Bretnig-Hauswalde è una frazione della città tedesca di Großröhrsdorf, nel Land della Sassonia.

## Storia
Il 1º gennaio 2017 il comune di Bretnig-Hauswalde venne soppresso e aggregato alla città di Großröhrsdorf.